# Goliath (Six Flags Magic Mountain)
Pour les articles homonymes, voir Goliath.
Goliath sont des montagnes russes de type montagnes russes en métal et de catégorie hyper montagnes russes situées dans le parc Six Flags Magic Mountain à Valencia en Californie. Elles ont été construites dans la section Colossus County Fair du parc.
Durant une brève période, 11 février au 13 mai 2000, elles étaient, avec 77 mètres de chute, les montagnes russes les plus longues et les plus rapides du monde. Lors de son ouverture en mai, l'attraction Millennium Force de Cedar Point dépassa le Goliath avec une chute de 91 mètres et 150 km/h.

## L'attraction
Le train fait une demi-tour à droite juste à la sortie de la gare avant de grimper la montée. Arrivé en haut des 72 mètres de l'attraction, le train redescend 78 mètres à 136 km/h la pente de 61° jusqu'à un tunnel souterrain long de 36 mètres. À la sortie du tunnel, le train remonte une pente et les visiteurs sont pris dans un virage carrousel (un virage en épingle à cheveu à la verticale) suivi par un grand « camel back » (« dos de chameau »). Le train passe par les freins de mi-parcours (permettant l'arrêt de train si la section suivante n'est pas dégagée). Après, le train emprunte un virage incliné sur la gauche puis un autre incliné sur la droite. Le parcours se poursuit par une double hélice à droite puis un virage incliné sur la gauche et encore un autre sur la droite. Le train arrive enfin à la fin du parcours.
L'attraction comprend trois trains de cinq véhicules et emportant 30 passagers disposés en trois rangées de deux.
Goliath est l'un des deux seuls « hypercoasters » du constructeur Giovanola. L'attraction jumelle est le Titan de Six Flags Over Texas construit l'année suivante. Les deux attractions ne sont pas identiques car Titan comprend une hélice supplémentaire et une hauteur légèrement supérieure afin de pouvoir parcourir cet ajout.

## Classement
| Classement | 18 | 14 | 14 | 18 | 18 | 20 | 24 |

## Galerie

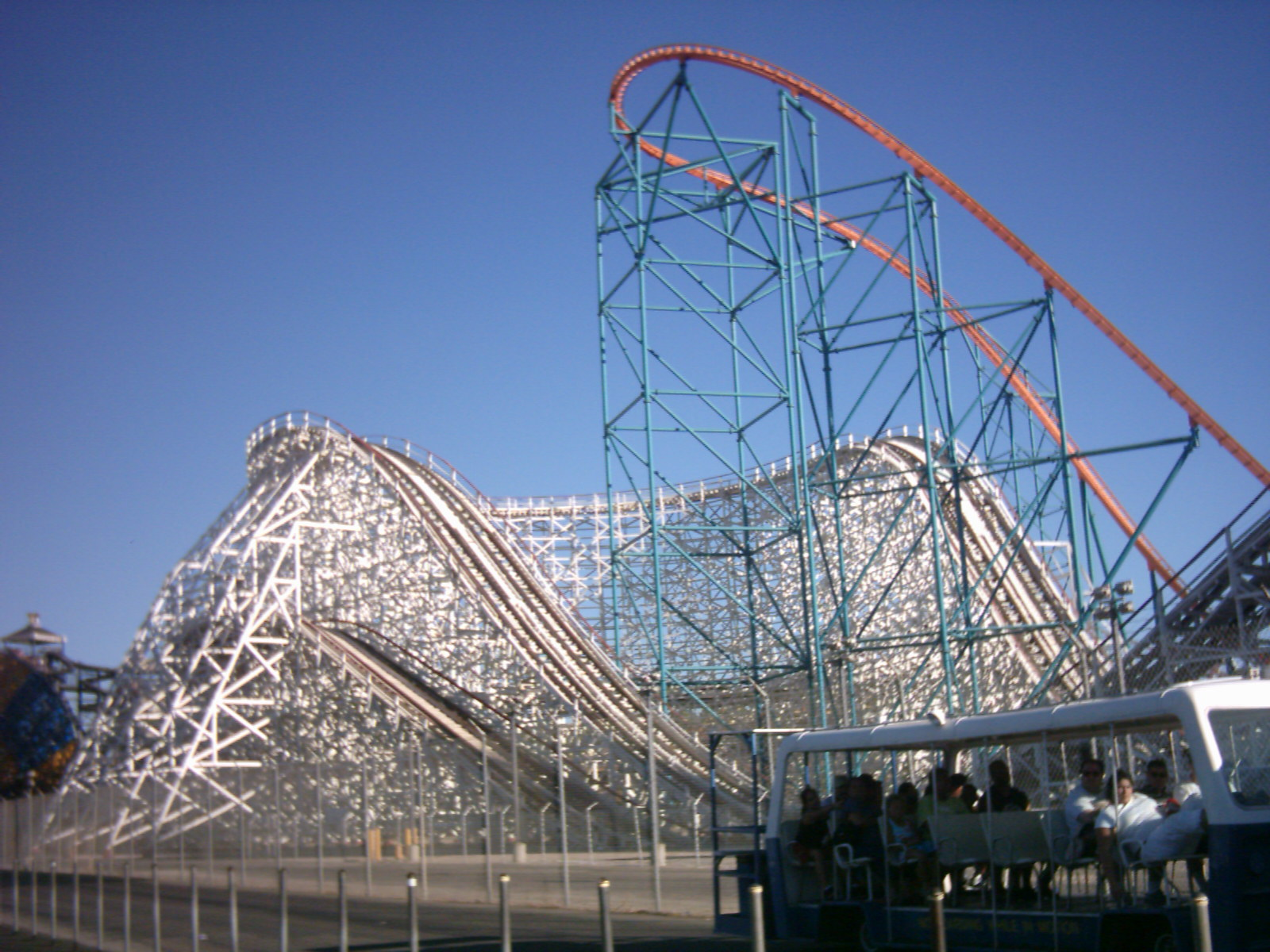
Goliath, au premier plan.